# Daniel Alfredsson

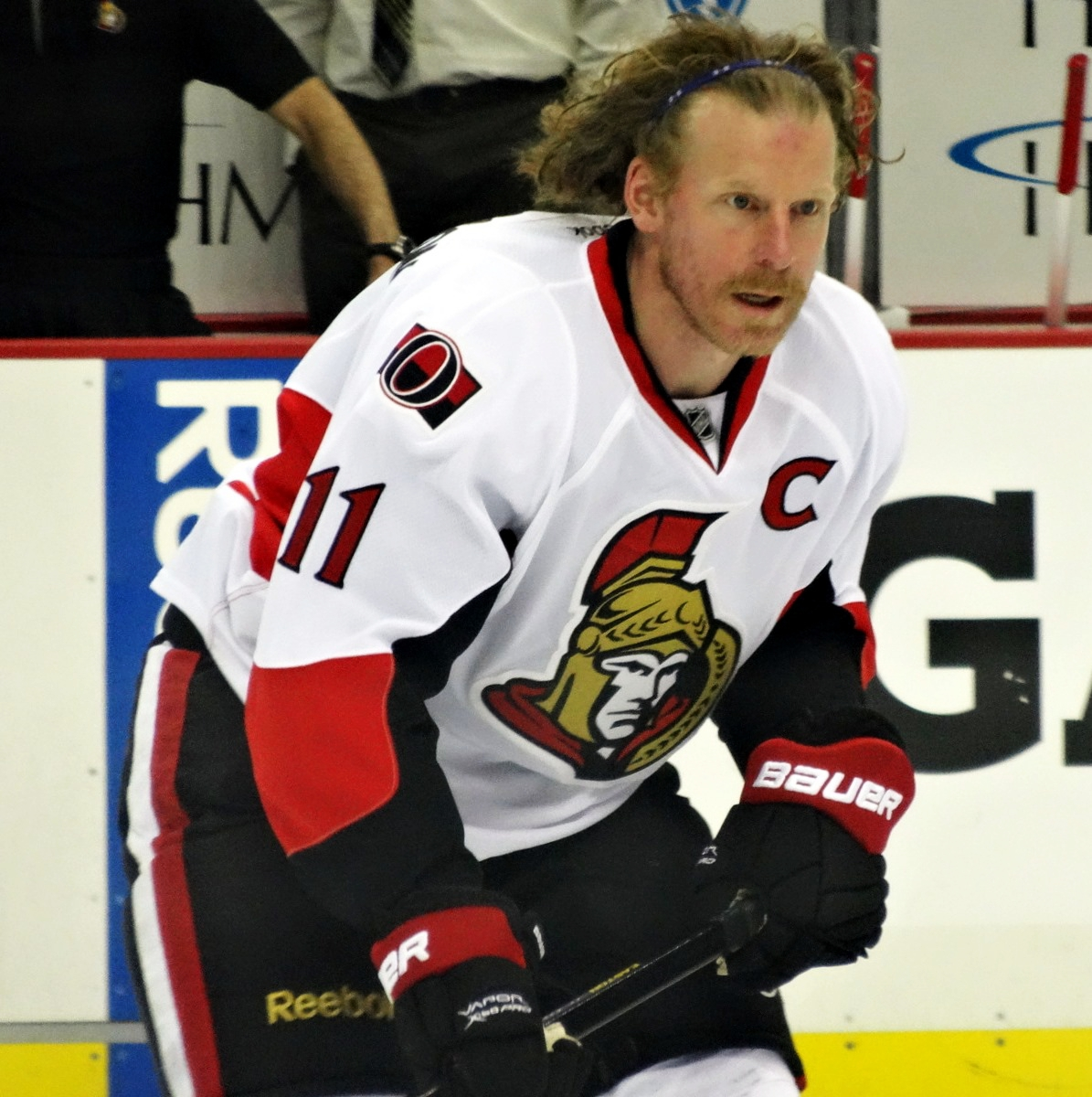
Alfredsson i Ottawa Senators 2013.

Hans Daniel Alfredsson, född 11 december 1972 i Bergsjöns församling i Göteborg, är en svensk-kanadensisk före detta professionell ishockeyspelare som spelade 17 NHL säsonger för Ottawa Senators och 1 säsong för  Detroit Red Wings i NHL. Han representerade  Ottawa Senators och var lagets kapten mellan 1999 och 2013.
Den 13 september 2016 blev Alfredsson kanadensisk medborgare.

## Karriär

### Elitserien
Alfredsson debuterade i elitserien som 20-åring när han gick från division 2-klubben Mölndal Hockey till Västra Frölunda HC. Han såg från början mer ut som en hårt arbetande forward än som den stjärna han skulle komma att bli. Under sin debutsäsong 1992-93 gjorde han bara ett mål och fem assist på 20 matcher. Hans genombrott kom istället vid 21 års ålder, under hans andra säsong i elitserien; på 39 matcher gjorde han 20 mål och 10 assist och var en av Frölundas bästa spelare. 

### NHL
Efter ytterligare en säsong i Frölunda flyttade Alfredsson till NHL-laget Ottawa Senators inför säsongen 1995-96. Klubben hade en turbulent säsong: en general manager och två tränare sparkades, och lagets stjärna Alexei Yashin strejkade. Trots detta gjorde Alfredsson 26 mål och 35 assist för totalt 61 poäng, och belönades med Calder Trophy som ges till ligans bäste nykomling (ett pris som Peter Forsberg för övrigt vann säsongen innan). Alfredsson blev också uttagen till All Star-matchen.
Under Alfredssons andra NHL-säsong, 1996-97, gjorde han totalt 71 poäng och ledde laget till slutspel för första gången i klubbens historia. Den följande säsongen vann Ottawa Senators för första gången Northeast division. Den status Alfredsson uppnått i klubben ledde till att han säsongen 1999-00 blev utsedd till lagkapten efter att Alexei Yashin vägrat spela. Den kontroversielle Yashin byttes sedermera bort, och Alfredsson har sedan dess varit lagkapten i Senators. Trots att Ottawa Senators under 2000-talet varit ett topplag i NHL har man inte lyckets vinna Stanley Cup. Dock tilldelades laget den prestigefyllda Presidents' Trophy säsongen 2002-03, som bästa lag i grundserien.
2004-05 ställdes NHL-säsongen in på grund av en spelarstrejk. Daniel Alfredsson flyttade tillbaka till elitserien och Västra Frölunda HC för att spela. Tillsammans med två andra NHL-spelare, Samuel Påhlsson och Per-Johan Axelsson, bildade han lagets förstakedja. På 15 matcher i grundserien gjorde han 17 poäng, varav 8 mål. Säsongen blev en stor framgång för Frölunda, som vann SM-guld efter att ha vunnit finalen mot Färjestads BK. 
Säsongen därpå var NHL igång igen. Tillbaka i Ottawa Senators hade Alfredsson sin poängmässigt bästa säsong någonsin. I en förstakedja med stjärnorna Jason Spezza och Dany Heatley gjorde han 103 poäng, varav 43 mål. Med denna poängskörd var han femte bäst i hela NHL. Senators etablerade sig åter som ett av ligans bästa lag och vann Eastern Conference.
Efter en trög säsongsinledning minskade Alfredssons poängproduktion 2006-07 till totalt 87 poäng, vilket dock fortfarande var bäst av alla svenskar i NHL. Han kom också tvåa i ligans plusminusliga. Framåt vårkanten ledde Alfredsson sitt Ottawa till klubbens första Stanley Cup-final. Han var den förste europeiske lagkaptenen i en Stanley Cup-final och som andre svensk efter Peter Forsberg lyckades han vinna slutspelets poängliga - med 22 poäng, varav 14 mål. Alfredsson var också en het kandidat till att vinna Conn Smythe Trophy, priset till slutspelets mest värdefulle spelare, men det gick istället till Anaheims Scott Niedermayer. 
24 januari 2008 slog Alfredsson nytt klubbrekord i Ottawa när han gjorde 7 poäng (3 mål och 4 assists) i en och samma match. I samma veva kom han även att toppa NHL:s poängliga för första gången.
Daniel Alfredsson är en spelare som arbetar hårt i varje byte och deltar i det defensiva spelet. Han är dessutom en bra skridskoåkare med utmärkt spelsinne och skott, vilket gör honom till en högerforward av hög internationell klass. Hans energiska spelstil har dock gett honom en del skadeproblem; åren 1997-2000 spelade han mindre än 60 matcher varje säsong. Även om han sedan dess haft relativt lite problem med skador, så missar han i snitt fyra-fem matcher per säsong och har inte spelat en hel NHL-säsong sedan han var nykomling 1995-96. 
Daniel Alfredsson har blivit uttagen i NHL:s All Star-matcher vid sex tillfällen - 1996, 1997, 1998, 2004, 2008 samt 2012 då han även var lagkapten för Team Alfredsson - och är dessutom en av fyra svenskar som nominerats till NHL Second All-Star Team (de andra tre är Börje Salming, Mats Näslund och Mats Sundin).
7 april 2010 gjorde Alfredsson sin 1000:e match i NHL. Han blev den åttonde svensken att nå den milstolpen.
Daniel Alfredsson ingår också i spelarorganisationen NHLPA:s exekutiva kommitté.
22 oktober 2010 gjorde Alfredsson sin 1000:e poäng i NHL. Poängen var mål i öppet mål, 22 sekunder kvar i en match mot Buffalo, vilket slutförde hans hattrick.
Den 5 juli 2013 blev det klart att Senators långvarige lagkapten och stjärnforward Daniel Alfredsson valde att lämna organisationen i och med free agent–perioden 2013 och skriva på för den amerikanska medlemsorganisationen Detroit Red Wings för ett år till ett värde av $5,5 miljoner varav $3,5 miljoner i lön medan resten är prestationsbonusar. Därmed avslutas en 20-årig era med Alfredsson och Senators.
Den 27 november 2014 meddelade Alfredsson att han avslutar sin karriär som spelare. Han tog ett officiellt avsked i Ottawa den 4 december 2014.

### Tre Kronor
I landslaget har Alfredsson deltagit i sju VM-turneringar (1995, 1996, 1999, 2001, 2004, 2005 och 2012), vilket gett två VM-silver och två VM-brons. Han deltog i OS i Nagano 1998 och i Salt Lake City 2002. I OS i Turin 2006 spelade han först i Sveriges förstakedja tillsammans med Mats Sundin och Fredrik Modin. Efter gruppspelet fick han ge plats åt Peter Forsberg och flyttades till en kedja med Samuel Påhlsson och Per-Johan Axelsson, kallad Frölunda-kedjan eftersom de också spelade ihop i Elitserien 2005. Sverige tog OS-guld i turneringen och Daniel Alfredsson gjorde fem mål och fem assist på åtta matcher, vilket var bäst i det svenska laget.
Alfredsson deltog också i World Cup-turneringarna 1996 och 2004.

## Statistik

### Klubbkarriär
| 1992–93           | Frölunda HC       | Elitserien        | 21   | 1   | 5   | 6    | 8   | —   | —  | —  | —   | —  |
| 1993–94           | Frölunda HC       | Elitserien        | 39   | 20  | 10  | 30   | 18  | 4   | 1  | 1  | 2   | 8  |
| 1994–95           | Frölunda HC       | Elitserien        | 22   | 7   | 11  | 18   | 22  | —   | —  | —  | —   | —  |
| 1995–96           | Ottawa Senators   | NHL               | 82   | 26  | 35  | 61   | 28  | —   | —  | —  | —   | —  |
| 1996–97           | Ottawa Senators   | NHL               | 76   | 24  | 37  | 71   | 30  | 7   | 5  | 2  | 7   | 6  |
| 1997–98           | Ottawa Senators   | NHL               | 55   | 17  | 28  | 45   | 18  | 11  | 7  | 2  | 9   | 20 |
| 1998–99           | Ottawa Senators   | NHL               | 58   | 11  | 22  | 33   | 14  | 4   | 1  | 2  | 3   | 4  |
| 1999–00           | Ottawa Senators   | NHL               | 57   | 21  | 38  | 59   | 28  | 6   | 3  | 1  | 4   | 2  |
| 2000–01           | Ottawa Senators   | NHL               | 68   | 24  | 46  | 70   | 30  | 4   | 1  | 0  | 1   | 2  |
| 2001–02           | Ottawa Senators   | NHL               | 78   | 37  | 34  | 71   | 45  | 12  | 7  | 6  | 13  | 4  |
| 2002–03           | Ottawa Senators   | NHL               | 78   | 27  | 51  | 78   | 42  | 18  | 4  | 4  | 8   | 12 |
| 2003–04           | Ottawa Senators   | NHL               | 77   | 32  | 48  | 80   | 24  | 7   | 1  | 2  | 3   | 2  |
| 2004–05           | Frölunda HC       | Elitserien        | 15   | 8   | 9   | 17   | 10  | 14  | 12 | 6  | 18  | 8  |
| 2005–06           | Ottawa Senators   | NHL               | 77   | 43  | 60  | 103  | 50  | 10  | 2  | 8  | 10  | 4  |
| 2006–07           | Ottawa Senators   | NHL               | 77   | 29  | 58  | 87   | 42  | 20  | 14 | 8  | 22  | 10 |
| 2007–08           | Ottawa Senators   | NHL               | 70   | 40  | 49  | 89   | 34  | 2   | 0  | 0  | 0   | 0  |
| 2008–09           | Ottawa Senators   | NHL               | 79   | 24  | 50  | 74   | 24  | —   | —  | —  | —   | —  |
| 2009–10           | Ottawa Senators   | NHL               | 70   | 20  | 51  | 71   | 22  | 6   | 2  | 6  | 8   | 2  |
| 2010–11           | Ottawa Senators   | NHL               | 54   | 14  | 17  | 31   | 18  | —   | —  | —  | —   | —  |
| 2011–12           | Ottawa Senators   | NHL               | 75   | 27  | 32  | 59   | 18  | 4   | 2  | 0  | 2   | 0  |
| 2012–13           | Ottawa Senators   | NHL               | 47   | 10  | 16  | 26   | 33  | 10  | 4  | 6  | 10  | 6  |
| 2013–14           | Detroit Red Wings | NHL               | 68   | 18  | 31  | 49   | 10  | 3   | 0  | 1  | 1   | 2  |
| Elitserien totalt | Elitserien totalt | Elitserien totalt | 97   | 36  | 35  | 71   | 58  | 18  | 13 | 7  | 20  | 16 |
| NHL totalt        | NHL totalt        | NHL totalt        | 1246 | 444 | 713 | 1157 | 510 | 124 | 51 | 50 | 101 | 76 |

## Meriter
- 1995 VM-silver
- 1996 WC-brons
- Årets rookie i NHL 1996
- 1999 VM-brons
- 2001 VM-brons
- 2004 VM-silver
- 2005 SM-guld
- SM-guld: 2005
- OS-guld: 2006
- Stora Grabbars märke nummer 160

## Klubbar
- Göteborgs IK  (moderklubb)
- IF Mölndal Hockey 1990–91 – 1991–92
- Frölunda Indians 1992–93 – 1994–95, 2004–05
- Ottawa Senators 1995–96 – 2004–05, 2005–06 – 2012–13
- Detroit Red Wings 2013–14